# Torre Zaragoza
La Torre Zaragoza es un rascacielos situado en la ciudad de Zaragoza en España, que tiene 106 metros de altura. Es el edificio residencial más alto de Aragón y del valle del Ebro, siendo actualmente el quincuagésimo séptimo rascacielos más alto de España. No es la estructura más alta de Aragón pues no llega a la altura de la Torre de Comunicaciones de Movistar que tiene 117 metros.

## Historia
En 2005, el empresario Luis Nozaleda pagó más de 82 millones de euros a la sociedad pública Zaragoza Alta Velocidad por la parcela, donde estaba un antiguo cuartel de ferroviarios. Tras esta fallida y polémica operación que reventó el mercado inmobiliario en Zaragoza, dicha parcela pasó a manos de Torrecerredo, una sociedad del grupo Ibercaja. A finales de 2016, el grupo inmobiliario Plaza 14 compró el solar por un precio inferior al mencionado, aunque dicho precio no trascendió. La torre fue anunciada en abril de 2017.
Las obras comenzaron en junio de 2018 y en julio de 2019 concluyó su cimentación. Se extrajeron 96 700 metros cúbicos de tierra, equivalentes a la capacidad de 8100 camiones. Bajo los cinco sótanos se ejecutó una losa de cimentación de tres metros de espesor. Se utilizaron 30 000 metros cúbicos de hormigón y 4000 toneladas de acero para levantar el esqueleto. Las fachadas se cerraron con 1.3 millones de ladrillos. El edificio tiene 1750 ventanas.
El 15 de marzo de 2021, hubo que lamentar la muerte de dos albañiles en una accidente laboral que se produjo al caer un elevador desde el séptimo piso.
El grupo Plaza 14 había fijado la fecha de entrega de los pisos para finales del 2021, pero fue en abril de 2022 cuando entraron a vivir los primeros vecinos. La torre supuso una inversión de 75 millones de euros.
Una vez entregadas las viviendas, se caen varias de las losas que recubren el edificio y los vecinos valoran demandar a la promotora.

## Descripción

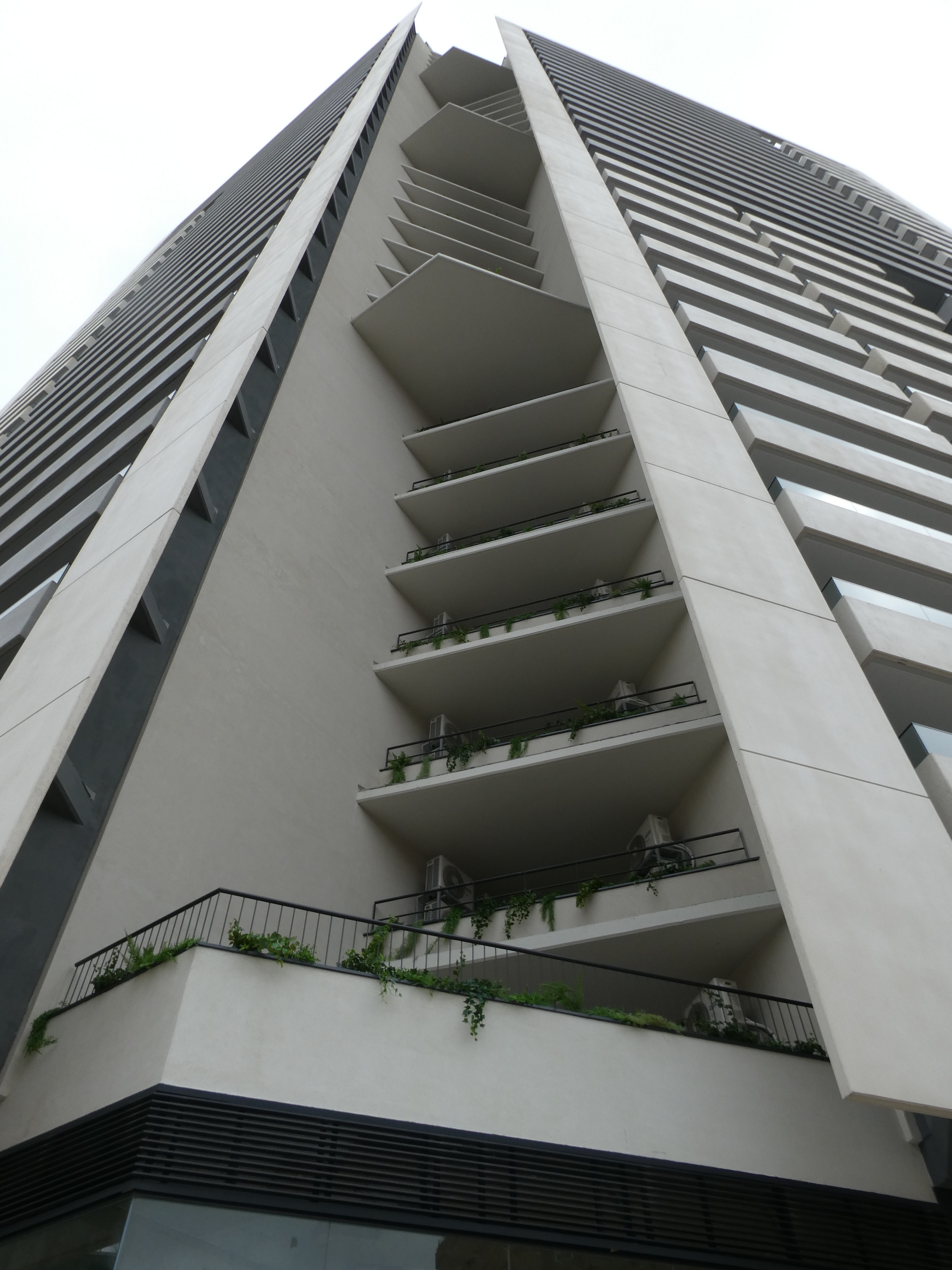
Fachada sur con aparatos de aerotermia

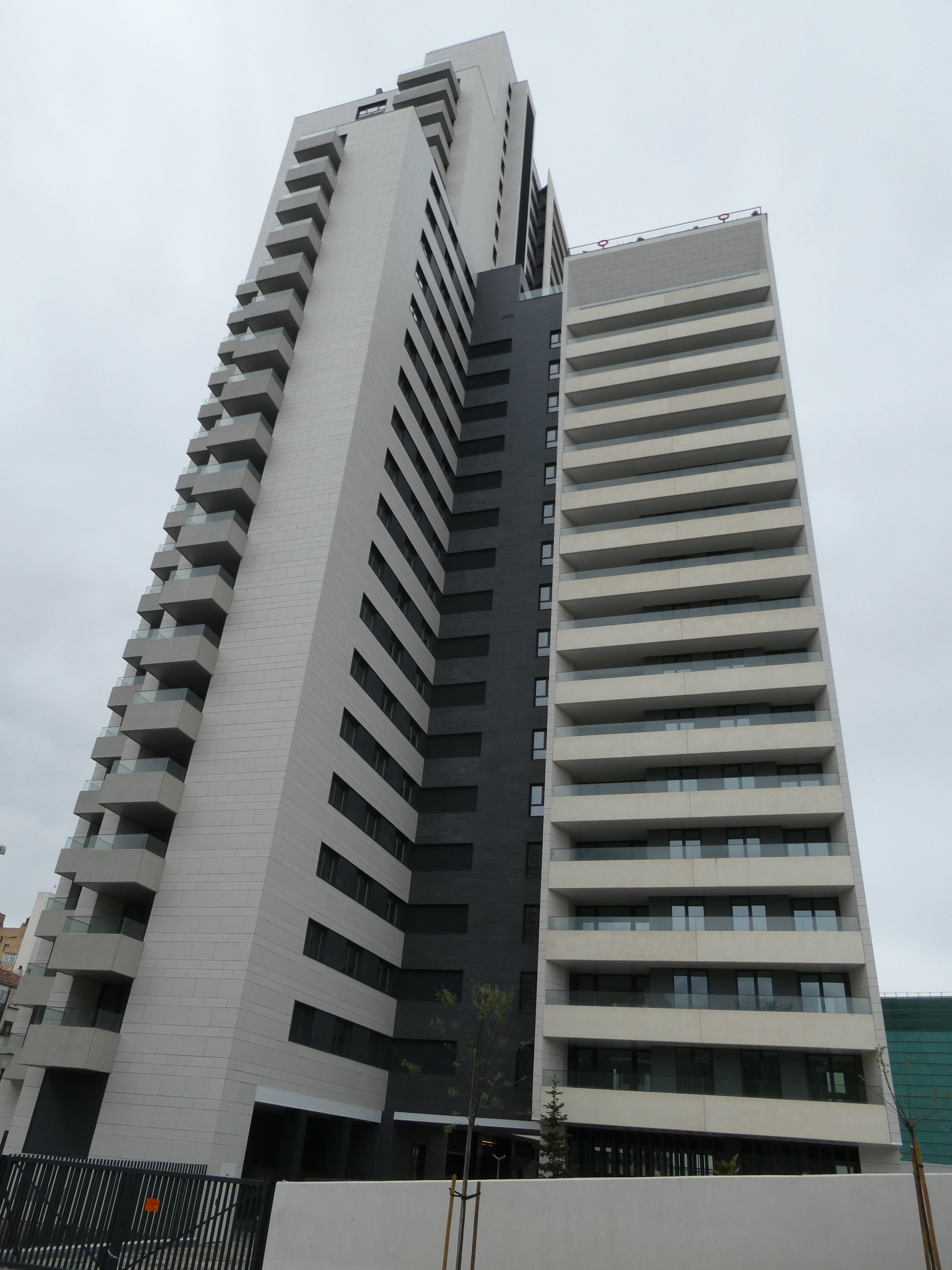

Los arquitectos Joaquín y José María Lahuerta y Ferrán Calzada, del despacho Ingennus, firmaron el proyecto de la torre. 
Dispone de dos núcleos de ascensores rápidos para minimizar las esperas. Tiene siete ascensores con capacidad para 13 personas y dos ascensores gigantes con capacidad para 24 personas. El vestíbulo tiene 200 metros cuadrados.
Es una torre de 106 metros de altura y 30 plantas con 285 viviendas en dos escaleras. El edificio es de color blanco con toques grises. Los tipos de viviendas son de dos, tres, cuatro y cinco dormitorios, con superficies que van de los 68 metros cuadrados útiles hasta 168, todas con terraza, que puede tener de 8.8 m² hasta 168 m². El rascacielos dispone asimismo de un total de cinco plantas de garaje, con 441 plazas de aparcamiento y 285 trasteros.
En la planta baja hay una piscina y en la planta 18 dispone de otra piscina. También cuenta con gimnasio, pista de pádel y zonas verdes.
El diseño del edificio está pensado para que su consumo energético sea muy bajo.  Todas las viviendas del rascacielos se calientan con el sistema de aerotermia, una moderna tecnología que extrae energía de la temperatura del aire. Cada vivienda dispone de un sistema individual de aerotermia de última generación para producir calefacción mediante suelo radiante en invierno, refrigeración mediante suelo refrescante en verano y agua caliente sanitaria durante todo el año.
El edificio está proyectado con un sistema de fachada ventilada, con una combinación de placas cerámicas en color claro en los volúmenes principales, y oscuro en un segundo término. Este sistema mejora las condiciones térmicas del edificio, consiguiendo además un mejor aislamiento acústico de las viviendas. Todas las fachadas cuentan con un alto grado de aislamiento. Cubiertas planas aisladas mediante un núcleo de forjados de bovedilla de porexpan con rotura de puente térmico, más aislamientos en los falsos techos con lana de roca interior y poliestireno extrusionado por el exterior. Además, también cuenta con aislamiento en forjados entre viviendas. Todo ello intenta el tratamiento intensivo de los puentes térmicos, Las ventanas de PVC tienen triple acristalamiento, con doble o simple cámara de gas argón, según orientación. Las viviendas cuentan con ventilación mecánica controlada, VMC, con recuperador de calor de alto rendimiento.
En abril de 2021 muchos de los compradores se quejaron de que la eficiencia energética era inferior a la anunciada y no alcanzaba la certificación Passivhaus.
El director general de Plaza 14, Fernando Montón, dijo a los vecinos que «el edificio iba a seguir los criterios Passivhaus. Nunca dijimos que tendría certificación Passivhaus». Finalmente la etiqueta de calificación energética de las viviendas fue A (la mejor de una escala de A a G).
El conjunto residencial dispone de dos redes separadas de saneamiento, una para las aguas pluviales y otra para las aguas residuales.

## Situación
La dirección de la torre es Avenida de Navarra, 72-74, Zaragoza. Dispone en sus proximidades de:
- Centro de Especialidades Inocencio Jiménez (100 m).
- Centro de Salud Delicias Norte (150 m).
- Centro Cívico Delicias (130 m).
- Parque Castillo Palomar (150 m).
- Estación Zaragoza-Delicias (200 m).
- Biblioteca municipal Santa Orosia (550 m).
- IES Santiago Hernández (700 m).
- Centro Comercial Augusta (1200 m).